# Waiorongomai (rivière de Gisborne)
La rivière Waiorongomai (en anglais : Waiorongomai River ) est un cours d’eau  de la région de Gisborne dans l’Île du Nord de la Nouvelle-Zélande.

## Géographie
Elle prend naissance sur les pentes sud du mont   Raukumara, s’écoulant vers le sud pour atteindre la rivière  Tapuaeroa à 10 kilomètres à l’ouest de la ville de Ruatoria.